# ال‌اچ‌اس ۱۱۴۰
ال‌اچ‌اس ۱۱۴۰ (انگلیسی: LHS 1140) یک ستاره کوتوله سرخ در صورت فلکی نهنگ است. این ستاره بر اساس اندازه‌گیری اختلاف منظر ستاره‌ای، ۴۸٫۸ سال نوری (۱۵٫۰ پارسک) از خورشید فاصله دارد.
» کوته‌نوشت (Luyten Half-Second Catalogue) است که به فهرست ستارگان نیمه دوم لویتن با حرکات مناسب بیش از نیم ثانیه قوس سالانه اشاره دارد.[۵] این ستاره بیش از ۵ میلیارد سال سن دارد و تنها حدود ۱۸ درصد جرم خورشید و ۲۱ درصد شعاع آن است.[۶] دوره چرخش ال‌اچ‌اس ۱۱۴۰ ۱۳۰ روز است. هیچ برون‌داد شراره‌ای از آن مشاهده نشده است.

## منظومهٔ سیاره‌ای
تا اکتبر ۲۰۲۳ ال‌اچ‌اس ۱۱۴۰ دارای دو سیارهٔ تأیید شده بوده است که به دور آن می‌چرخند.
اولین موردی که کشف شد LHS 1140 b بود که توسط پروژه MEarth در سال ۲۰۱۷ با استفاده از روش ترانزیت کشف شد. سرعت‌های شعاعی بعدی توسط ابزار جستجوگر سیاره با سرعت شعاعی بالا برای تأیید سیاره و اندازه‌گیری جرم اندازه‌گیری شد.[۷]